# Ventrosa
Ventrosa tỉnh và cộng đồng tự trị La Rioja, phía bắc Tây Ban Nha. Đô thị này có diện tích là 72,93 ki-lô-mét vuông, dân số năm 2009 là 59 người với mật độ 0,81 người/km². Đô thị này có cự ly 72 km so với Logroño.